# Abdelaziz Ziari
Abdelaziz Ziari, né le 28 août 1945 à Constantine, est un homme politique et médecin algérien.
Il est le président de l'Assemblée populaire nationale de 2007 à 2012.

## Biographie
Abdelaziz Ziari a suivi des études médicales et a obtenu son doctorat de médecine en 1969. De 1962 à 1967, il milite à l'UNEA, puis il quitte l'union la même année pour adhérer au FLN où il deviendra militant. En 1977, il se porte candidat pour la première fois aux élections législatives pour la circonscription d'Alger centre. En 1978, il enseigne à l'université d'Alger et en 1980 il en devient chef du service hospitalo-universitaire. En 1983, il est élu député pour la circonscription d'El-Harrouch (wilaya de Skikda), où de 1983 à 1987, il préside la commission éducation, culture et des affaires sociales à l'Assemblée populaire nationale. En 1987, il est réélu député de l'APN. 
En octobre 1991, il est nommé ministre du Travail. À partir de 1993, il reprend son travail dans la clinique Rahmouni Djillali.
Depuis 1998, il a été successivement ministre délégué aux Affaires étrangères, conseiller du président Abdelaziz Bouteflika, ministre de la Jeunesse et des Sports, ministre des Relations avec le Parlement.

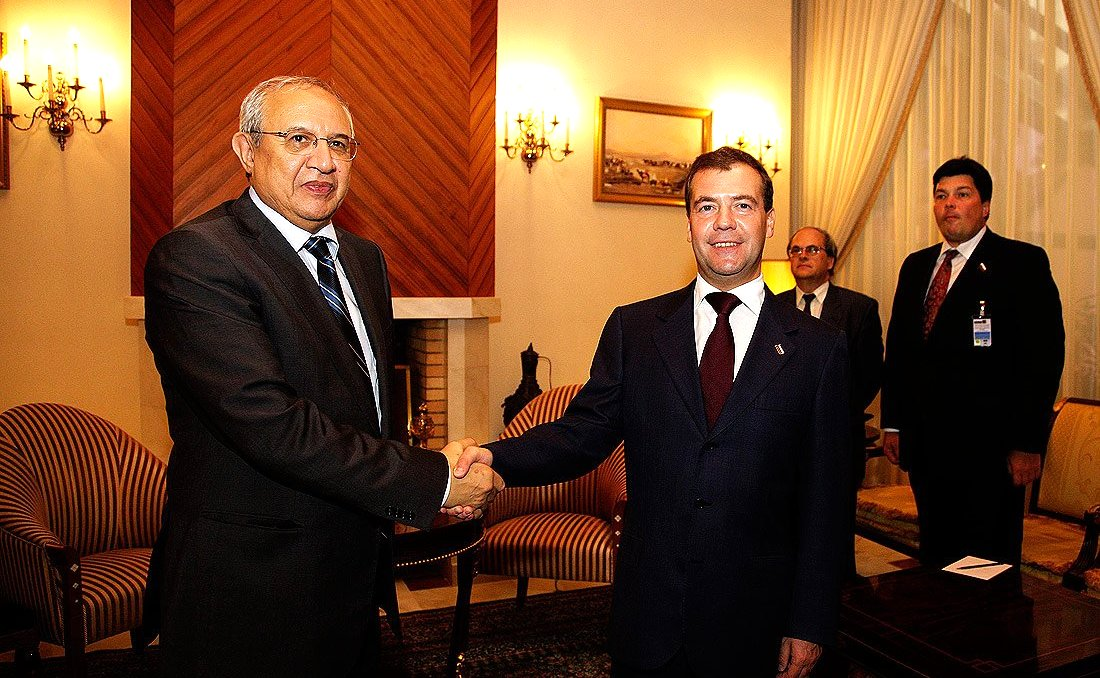
Abdelaziz Ziari et Dmitry Medvedev à Alger 2010

À l'issue des élections législatives de 2007, il a été élu député d'Alger puis président de l'Assemblée populaire nationale (APN), ce qui fait de lui, dans l'ordre du protocole, le troisième personnage de l'État algérien.
En septembre 2012, il est nommé ministre de la Santé, de la Population et de la Réforme hospitalière.

## Mandats
- Député FLN (1983-1987, 1987-1991, 2007-2012)
- Ministre du Travail (1991-1992)
- Ministre délégué chargé de la Coopération régionale et de la Communauté nationale à l'étranger (1999-2002)
- Conseiller auprès du Président de la République avec rang de ministre (2003-2004)
- Ministre de la Jeunesse et des Sports (2004-2005)
- Ministre des Relations avec le Parlement (2005-2007)
- Président de l'Assemblée populaire nationale (2007-2012)
- Ministre de la Santé, de l'Habitat et de la Réforme Hospitalière (4 septembre 2012 - 11 septembre 2013)[2]